# Chiến tranh giá dầu Nga–Ả Rập Xê Út 2020

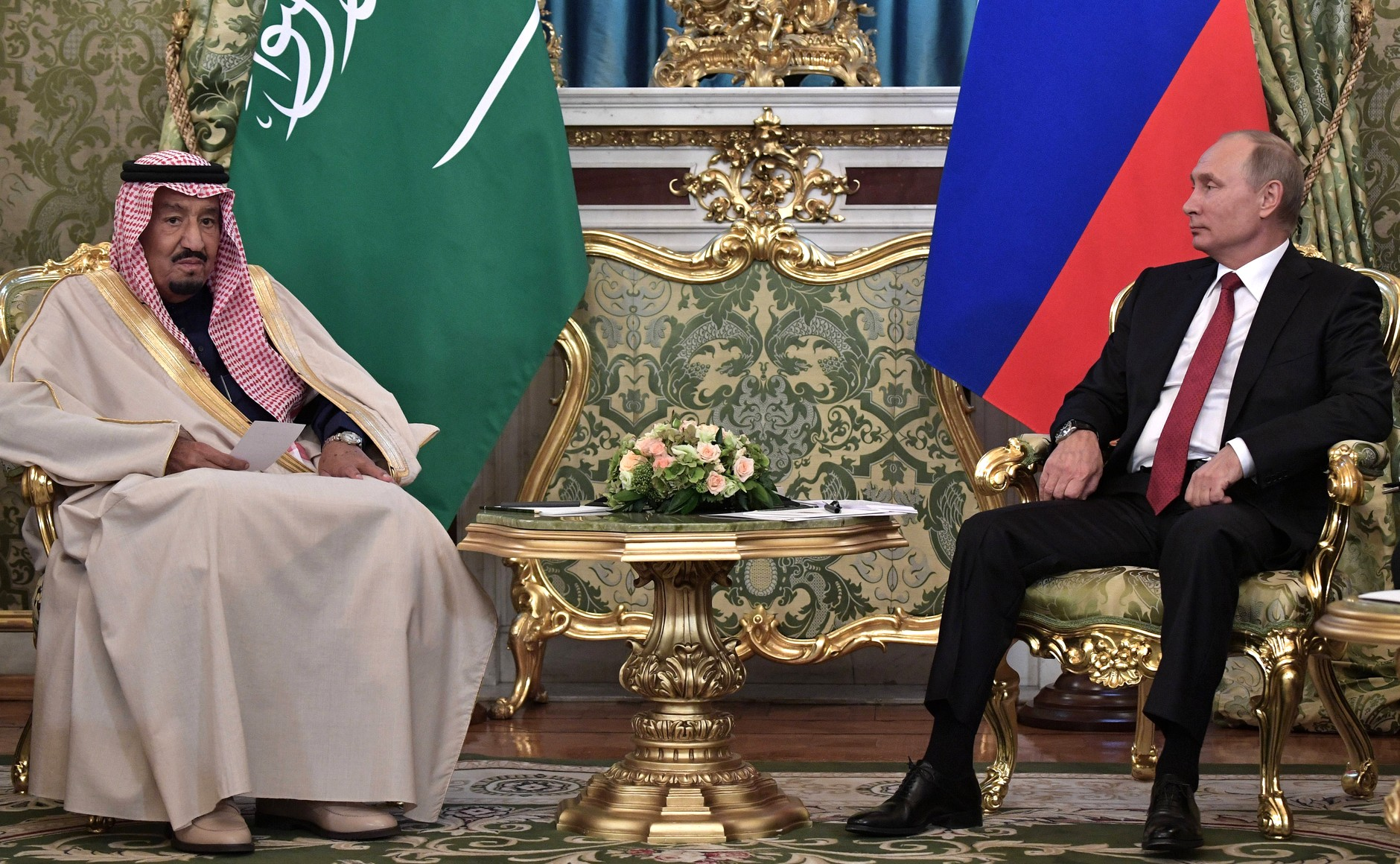
Tổng thống Nga Vladimir Putin và Vua Ả Rập Xê Út Salmán bin Abdulaziz tại Điện Kremli, 2017.

Vào ngày 8 tháng 3 năm 2020, Ả Rập Xê Út đã bắt đầu một cuộc chiến giá cả với Nga, gây ra sự sụt giảm lớn về giá dầu, với giá dầu của Mỹ giảm 34%, dầu thô giảm 26% và dầu brent giảm 24%. Cuộc chiến giá cả này được kích hoạt do việc từ chối đối thoại giữa Tổ chức các nước xuất khẩu dầu mỏ (OPEC) và Nga về đề xuất cắt giảm sản lượng dầu giữa đại dịch coronavirus 2019. Giá dầu đã giảm 30% kể từ đầu năm do nhu cầu giảm. Cuộc chiến giá cả là một trong những nguyên nhân chính dẫn đến sự sụp đổ của thị trường chứng khoán toàn cầu hiện đang diễn ra.

## Bối cảnh
Khởi đầu từ năm 2014, sản xuất dầu đá phiến của Mỹ đã tăng thị phần; khi các nhà sản xuất khác tiếp tục sản xuất dầu, giá dầu đã giảm từ mức trên 114 USD/thùng trong năm 2014 xuống còn khoảng 27 USD/thùng trong năm 2016. Vào tháng 9 năm 2016, Ả Rập Xê Út và Nga đã đồng ý hợp tác quản lý giá dầu, tạo ra một liên minh không chính thức giữa các nhà sản xuất OPEC và không thuộc OPEC được mệnh danh là "OPEC +". Đến tháng 1 năm 2020, OPEC + đã cắt giảm sản lượng dầu 2,1 triệu thùng mỗi ngày (bpd), với Ả Rập Xê Út thực hiện việc giảm sản lượng lớn nhất.
Do hậu quả của đại dịch coronavirus 2019, sản lượng nhà máy và nhu cầu vận chuyển cũng giảm, làm cho nhu cầu về dầu cũng giảm và khiến giá dầu giảm. Vào ngày 15 tháng 2 năm 2020, Cơ quan Năng lượng Quốc tế tuyên bố rằng tăng trưởng nhu cầu sẽ giảm xuống mức thấp nhất kể từ năm 2011, với mức tăng trưởng giảm 325.000 thùng mỗi ngày xuống còn 825.000 thùng mỗi ngày và mức tiêu thụ giảm tới 435.000 thùng mỗi ngày. Mặc dù nhu cầu về dầu đang giảm trên toàn cầu, nhưng nhu cầu tại các thị trường của Trung Quốc giảm, lớn nhất kể từ năm 2008, đã kích hoạt hội nghị thượng đỉnh OPEC tại Vienna vào ngày 5 tháng 3 năm 2020. Tại hội nghị này, OPEC đã đồng ý cắt giảm sản lượng dầu thêm 1,5 triệu thùng mỗi ngày trong quý hai của năm (tổng sản lượng giảm 3,6 triệu thùng/ngày từ thỏa thuận năm 2016), với nhóm dự kiến sẽ xem xét chính sách 9 tháng 6 trong cuộc họp tiếp theo của họ. OPEC kêu gọi Nga và các thành viên không thuộc OPEC khác của OPEC+ tuân thủ quyết định của OPEC. Vào ngày 6 tháng 3 năm 2020, Nga đã từ chối yêu cầu, đánh dấu sự kết thúc của mối quan hệ đối tác không chính thức, với giá dầu giảm 10% sau thông báo.
Vào tháng 2 năm 2020, chính quyền Trump đưa ra lệnh trừng phạt đối với công ty dầu mỏ lớn nhất của Nga Rosneft. Nga có thể đã coi cuộc chiến tranh dầu mỏ là một cách để trả đũa các lệnh trừng phạt của Mỹ, theo một số cơ quan truyền thông.

## Quan điểm trái ngược về cuộc chiến giá cả
Các quan chức Nga và Ả Rập Xê Út được xác nhận đều phủ nhận sự tồn tại của một cuộc chiến giá cả với nhau hoặc bất kỳ quốc gia nào khác. Thư ký báo chí của Tổng thống Nga Dmitry Peskov nói rằng các hợp đồng theo kế hoạch mới có thể được thực hiện ngay lập tức nếu cần thiết. Trong các cuộc đàm phán, các quan chức Nga đã lập luận rằng còn quá sớm để cắt giảm trước khi hiểu được tác động đầy đủ của sự bùng phát virus đối với giá dầu, và sự thiếu hụt hiện tại khoảng một triệu thùng mỗi ngày, do sự bất ổn chính trị ở Libya, là giúp bù đắp sự sụt giảm nhu cầu của dầu tại thời điểm đó.
Pavel Sorokin từ Bộ Năng lượng Nga nghi ngờ rằng việc cắt giảm sẽ hoạt động với tuyên bố sau: "Chúng tôi không thể chống lại tình trạng nhu cầu giảm khi không có sự rõ ràng về vị trí của đáy". "Rất dễ bị cuốn vào một vòng tròn khi, bằng cách cắt một lần, bạn sẽ rơi vào tình huống thậm chí... tệ hơn trong hai tuần: giá dầu sẽ nhanh chóng quay trở lại trước khi giảm trở lại khi nhu cầu tiếp tục giảm." khi được hỏi trong các cuộc phỏng vấn. Nhiều báo cáo khẳng định phía Nga đưa ra đề xuất để mở rộng hiện tại OPEC+ cắt giảm tổng hợp của 1,7 triệu thùng mỗi ngày trong ít nhất 3 tháng, nhằm đánh giá tác động thực sự của cuộc khủng hoảng coronavirus có trên nhu cầu dầu mỏ trước khi cắt giảm nhiều hơn, và OPEC cuối cùng đã từ chối.

## Sự kiện

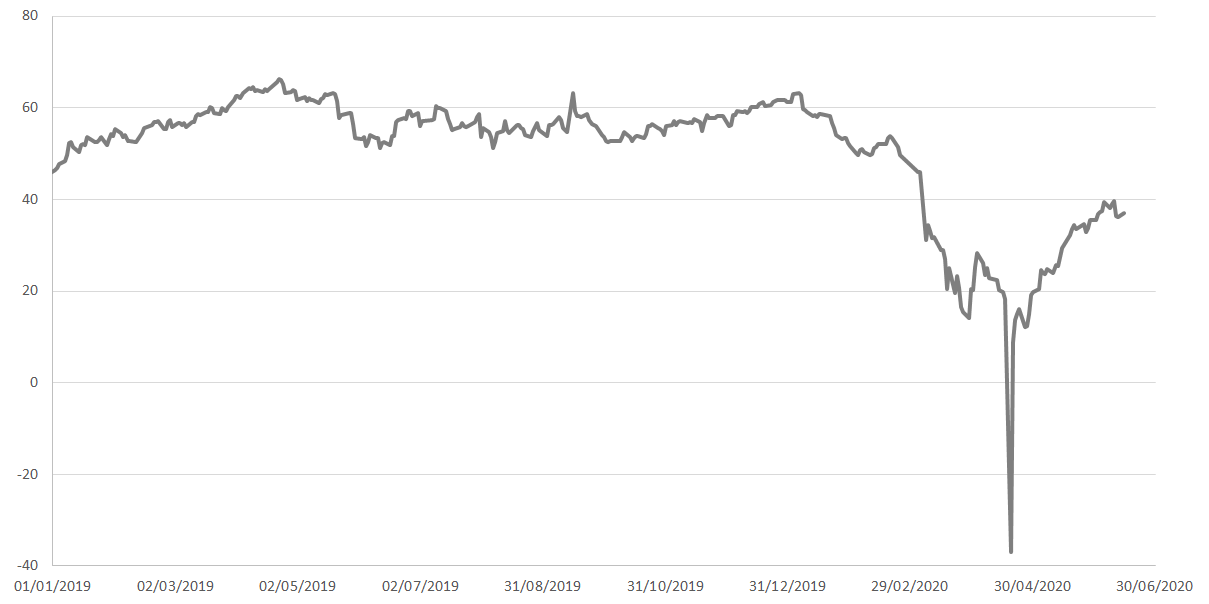
Diễn biến giá WTI từ năm 2019. Ngày 20 tháng 4 năm 2020, giá dầu WTI lần đầu tiên rơi xuống mức âm.

Vào ngày 8 tháng 3 năm 2020, Ả Rập Xê Út đã công bố giảm giá bất ngờ từ 6 đến 8 đô la mỗi thùng cho khách hàng ở châu Âu, châu Á và Hoa Kỳ. Thông báo này đã khiến giá dầu giảm tự do và những hậu quả khác vào ngày hôm đó, với lượng dầu thô giảm 30%, mức giảm lớn nhất kể từ sau Chiến tranh vùng Vịnh. Trung cấp West Texas, một loại dầu thô được sử dụng làm chuẩn mực trong giá dầu giảm 20%. Vào ngày 9 tháng 3 năm 2020, thị trường chứng khoán trên toàn thế giới đã báo cáo những tổn thất lớn nhờ một phần của sự kết hợp giữa cuộc chiến giá cả và nỗi sợ hãi về đại dịch coronavirus. Hiệu ứng đã được cảm nhận bên ngoài giá dầu và thị trường chứng khoán là tốt; Sau thông báo, đồng rúp của Nga đã giảm 7% xuống mức thấp 4 năm so với đồng đô la Mỹ. Trong những ngày sau thông báo, giá dầu và thị trường đã phục hồi phần nào, với giá dầu tăng 10% và hầu hết các thị trường chứng khoán đều phục hồi sau ngày Thứ Hai Đen. Vào ngày 10 tháng 3, Ả Rập Xê Út tuyên bố sẽ tăng sản lượng từ 9,7 triệu thùng mỗi ngày lên 12,3 triệu, trong khi Nga có kế hoạch tăng sản lượng dầu thêm 300.000 thùng mỗi ngày. Vào thời điểm đó, năng lực sản xuất dầu của Aramco chỉ là 12 triệu bpd, và công ty đã được hướng dẫn để tăng sản lượng này lên 13 triệu.
Khi nhu cầu tiếp tục giảm mạnh, giá dầu đã giảm hơn nữa, đạt mức thấp nhất trong 17 năm vào ngày 18 tháng 3, trong đó Brent có giá 24,72 đô la một thùng và WTI ở mức 20,48 đô la một thùng.
Ngày 20 tháng 4, giá dầu WTI tháng 5 rơi xuống mức âm (-37 USD/thùng) lần đầu tiên trong lịch sử do nhu cầu giảm mạnh và không đủ kho chứa, cụ thể là tại điểm đo WTI ở Cushing, Oklahoma nơi giao nhau của nhiều đường ống dẫn và có dung tích chứa là 92 triệu thùng. Một số loại dầu Canada rơi xuống mức 0 USD, khiến một số quá trình sản xuất phải ngừng hoạt động. Giá dầu Brent rơi xuống mức 18 USD/thùng.

## Tác động

### Ả Rập Xê Út
Saudi Aramco tuyên bố cắt giảm chi tiêu vốn từ 35 kế hoạch 40 tỷ đô la xuống còn 253030 tỷ đô la. Chính phủ cũng tăng trần nợ từ 30 đến 50% GDP, do cả giá dầu và tác động của đại dịch, và dự định cắt giảm chi tiêu thêm 5% vì thâm hụt ngân sách dự kiến sẽ tăng từ 6 đến 9%.

### Nga
Chính phủ Nga ban đầu dự báo sẽ có thặng dư 930 tỷ rúp (11,4 tỷ USD) vào năm 2020, nhưng sau khi cuộc chiến giá cả bùng nổ tuyên bố rằng họ dự kiến ngân sách sẽ thâm hụt. Đồng rúp đã giảm giá, hơn 30% từ đầu năm 2020 đến 18 tháng 3.

### Thị trường chứng khoán
Trước khi mở cửa vào thứ Hai, thị trường future Trung bình Công nghiệp Dow Jones đã giảm hơn 1.300 điểm và bị đình chỉ giao dịch do sự kết hợp của mối quan tâm về coronavirus và cuộc chiến giá dầu. Vào thứ Hai, ngày 9 tháng 3 năm 2020, thị trường chứng khoán trên toàn cầu đã trải qua sự sụt giảm lớn do sự kết hợp của sự hoảng loạn đối với đại dịch coronavirus 2019 và cuộc chiến giá cả giữa Ả Rập Xê Út và Nga. Chỉ số Dow Jones giảm hơn 2.000 điểm, tương đương 7,8%, vượt dự đoán thị trường tương lai và trở thành lần giảm điểm lớn nhất trong lịch sử. Các thị trường chứng khoán khác cũng bị ảnh hưởng tương tự, với hợp đồng S & P 500 là 7,6% và hợp đồng NASDAQ Composite là 7,2%. FTSE MIB của Ý chịu tỷ lệ giảm lớn nhất, với chỉ số giảm 11%. Tại Hoa Kỳ, cú giảm này kích hoạt bộ ngắt mạch được thiết kế để ngăn chặn sự cố thị trường chứng khoán, dẫn đến việc tạm dừng 15 phút trong giao dịch.

### Các nhà sản xuất khác
Để đối phó với việc giảm giá, nhiều nhà sản xuất dầu ở Bắc Mỹ đã ngừng việc khoan giếng mới. Các nhà sản xuất dầu đá phiến ở Bắc Mỹ thường yêu cầu giá dầu trên 40 đô la/thùng để duy trì hoạt động và việc cắt giảm các mỏ dầu mới dự kiến sẽ vô hiệu hóa sự tăng trưởng dự kiến trong sản xuất dầu của Mỹ. Với mức giá 35 USD/thùng dầu thô, chỉ có 16 nhà sản xuất đá phiến có thể vận hành các giếng mới có lợi nhuận và hầu hết các nhà sản xuất đã dự đoán mức giá mỗi thùng là 55-65 USD vào năm 2020. Công ty tư vấn Wood Mackenzie ước tính rằng với Brent ở mức 25 USD / thùng, 10% sản lượng dầu trên toàn cầu sẽ không thể trang trải chi phí vận hành cơ sở, đặc biệt là các nhà sản xuất dầu thô nặng như Venezuela hoặc Mexico. Cơ quan Thông tin Năng lượng Hoa Kỳ dự báo cho thấy sản lượng dầu thô của Mỹ sẽ giảm từ 13,2 triệu bpd vào tháng 5 năm 2020 xuống còn 12,8 triệu bpd vào tháng 12 năm 2020 do cuộc chiến giá cả, và sau đó sẽ giảm xuống còn 12,7 triệu bpd vào năm 2021.
Các nhà sản xuất dầu của Iraq và Kuwait cũng tuyên bố giảm giá cho người mua của họ, mặc dù mức giảm giá của Iraq thấp hơn so với của Ả Rập Xê Út. Các Tiểu vương quốc Ả Rập Thống nhất cũng tuyên bố tăng sản lượng lên 4 triệu thùng mỗi ngày, cao hơn công suất sản xuất ước tính của cả nước là 3,5 triệu thùng/ngày.
Na Uy, nhà xuất khẩu dầu lớn nhất châu Âu, đã chứng kiến sự sụt giảm giá trị tiền tệ xuống mức thấp lịch sử so với đồng Euro, với Ngân hàng Trung ương Na Uy chuẩn bị can thiệp tiền tệ lần đầu tiên sau hai thập kỷ. Naira của Nigeria cũng ghi nhận sự mất giá đáng kể so với đồng đô la, trong khi thị trường chứng khoán và giá trái phiếu (cùng với của Angola) giảm.